# Ingvild Deila

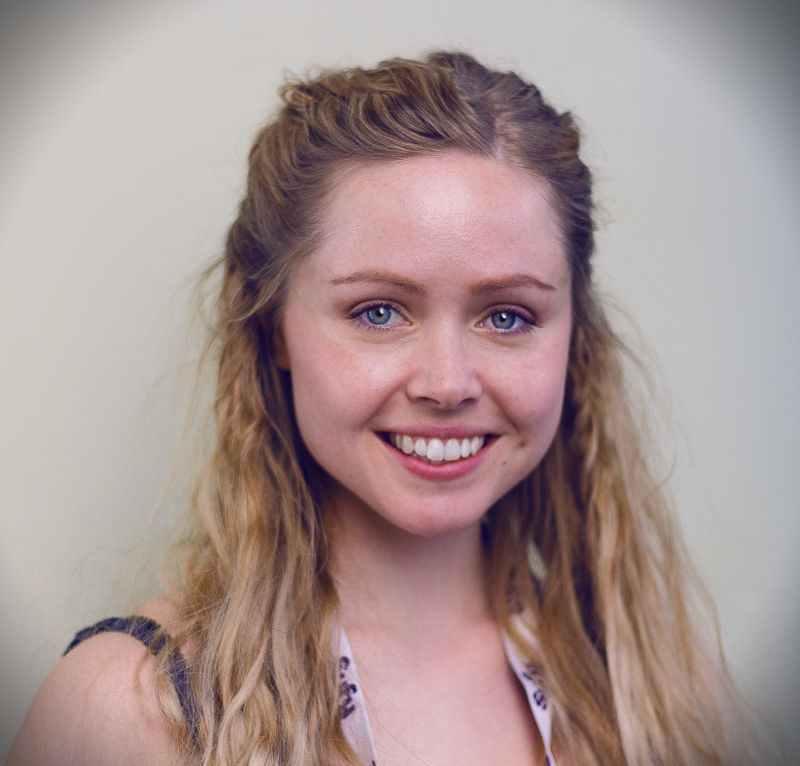
Ingvild Deila

Ingvild Løvgren Deila (* 18. Januar 1987 in Skien) ist eine norwegische Schauspielerin, die vor allem durch ihre Rolle als Prinzessin Leia aus dem Film Rogue One: A Star Wars Story Bekanntheit erlangte.

## Leben und Karriere
Ingvild Deila stammt aus Norwegen. Später ging sie nach Großbritannien, um dort ihren M.A. in Medien und sozialen Wandel machen. Deila begann, nach ihrem Abschluss, zu schauspielern und spielte in mehreren Indie-Filmen und Kurzfilmen mit. 2015 spielte sie eine Rolle im Film Avengers: Age of Ultron. Ihre bekannteste Rolle ist die der Prinzessin Leia im Film Rogue One: A Star Wars Story, wo mithilfe von Motion Capture ihr Gesicht dem von Carrie Fisher angepasst wurde.

## Filmografie (Auswahl)
- 2014: Soror (Kurzfilm)
- 2014: Indestructible (Kurzfilm)
- 2014: This Is Not Happening (Kurzfilm)
- 2014: Hills/Åser (Kurzfilm)
- 2015: Avengers: Age of Ultron
- 2016: Rogue One: A Star Wars Story
- 2018: Hippopotamus
- 2018: Relationshit (Kurzfilmserie)
- 2019: Baumbacher Syndrome